# Lịch sử thực vật học

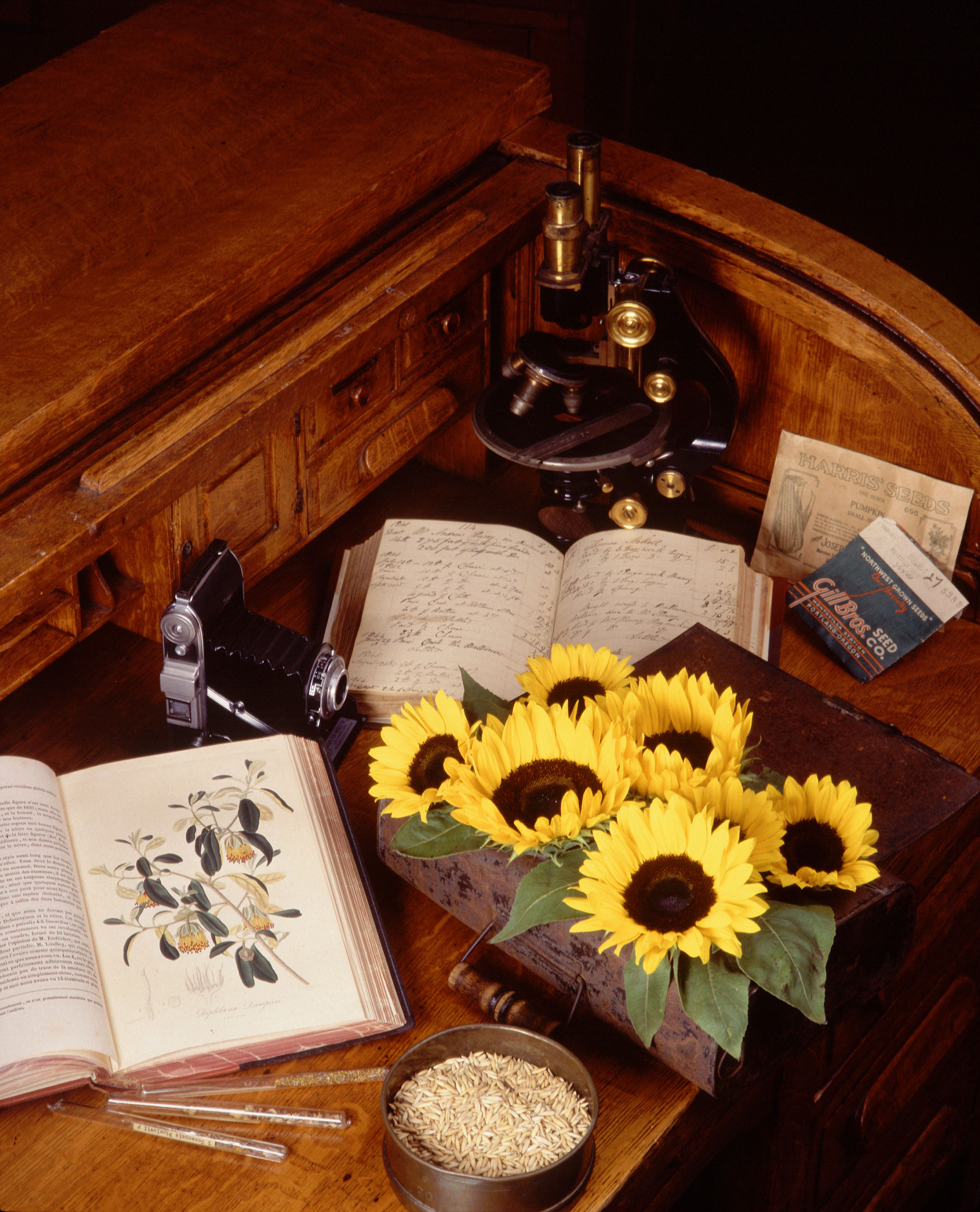
Một vài dụng cụ truyền thống của thực vật học

Lịch sử của thực vật học cho thấy nỗ lực của con người để hiểu sự sống trên Trái Đất bằng cách truy tìm sự phát triển lịch sử của nguyên lý thực vật học (botany, lấy từ tiếng Hy Lạp: Βοτάνη - cây cỏ)- một phần của bộ môn khoa học tự nhiên làm việc các sinh vật được coi là thực vật theo truyền thống.
Bộ môn khoa học thực vật thô sơ bắt đầu với những truyền thuyết về thực vật dựa trên các kinh nghiệm truyền từ thế hệ này sang thế hệ khác mà có lẽ bắt đàu từ những người săn bắt hái lượm nguyên thủy. Những ghi chép đầu tiên về thực vật được thực hiện trong Cuộc cách mạng đồ đá mới cách đây khoảng 10.000 năm vì người ta nhờ những "văn bản" được phát triển trong các cộng đồng nông nghiệp định cư và lần đầu thuần hóa thực vật và động vật. Các tác phẩm đầu tiên thể hiện sự tò mò còn của con người về thực vật, thậm chí điều này còn lớn hơn quan tâm đến ích lợi mà thực vật đem lại, xuất hiện trong giáo lý của một học trò của Aristotle là Theophrastus tại Lyceum ở Athens cổ khoảng 350 TCN; đây được coi là điểm khởi đầu cho thực vật học hiện đại. Ở châu Âu, khoa học về thực vật sớm này đã sớm bị lu mờ bởi một mối bận tâm thời trung cổ với các đặc tính dược liệu của thực vật kéo dài hơn 1000 năm. Trong thời gian này, các tác phẩm y học cổ đại được tái tạo thành các cuốn gọi là sách thảo dược. Ở Trung Quốc và thế giới Ả Rập, người Greco-Roman bảo tồn và nhân rộng các cây thuốc.
Ở châu Âu, thời kỳ Phục hưng của thế kỷ 14 - 17 đã báo trước một sự trở lại của thực vật học, lúc này là một bộ môn khoa học độc lập, tách khỏi với y học và nông nghiệp. Sách thảo dược được thay thế bằng sách thực vật: những cuốn sách mô tả cây bản địa của các vùng địa phương. Sáng chế ra kính hiển vi kích thích nghiên cứu giải phẫu thực vật, và các thí nghiệm được thiết kế cẩn thận đầu tiên trong sinh lý học thực vật đã được thực hiện. Với việc mở rộng thương mại và thám hiểm ngoài châu Âu, nhiều loài thực vật mới được phát hiện và công việc đặt tên, mô tả và phân loại cũng phải ngày càng khắt khe hơn.
Công nghệ khoa học ngày càng phức tạp hơn đã hỗ trợ cho sự phát triển của các thực vật học, từ các lĩnh vực thực vật học kinh tế (đặc biệt là nông nghiệp, làm vườn và lâm nghiệp) đến việc kiểm tra chi tiết cấu trúc và chức năng của thực vật và sự tương tác của chúng với môi trường ở các cấp độ khác nhau, từ lớn như thảm thực vật và cộng đồng thực vật (sinh địa học và sinh thái học) trên toàn cầu cho đến chỉ nhỏ như của thuyết tế bào, sinh học phân tử và hóa sinh.